# Dan Cogălniceanu
Dan Cogălniceanu (n. 31 martie 1960, București, România) este un biochimist român, membru corespondent al Academiei Române din 2017.